# Azerbajdzsán vasúti közlekedése
Azerbajdzsán vasúthálózatának hossza 2918 km, melyből 815 km dupla vágányú. A hálózatból 1278 km villamosított 3000 V egyenárammal. Nemzeti vasúttársasága a Azerbaycan Dövlet Demir Yolu. Bakuban metró is található.

## Vasúti kapcsolata más országokkal
- Oroszország - van, 1520 mm
- Örményország - van, 1520 mm, politikai okokból zárva[2]
- Grúzia - van, 1520 mm
- Irán - van, 1435 mm
- Törökország- Grúzián keresztül (Kars–Tbiliszi–Baku-vasútvonal)

## Lásd még
- Vasúti vontatójárművek Azerbajdzsánban